# Saison 1974-1975 de la LHOu
Saison précédente Saison suivante
La saison 1974-1975 est la 9e saison de hockey sur glace de la Ligue de hockey de l'Ouest du Canada, maintenant connu sous le nom de Ligue de hockey de l'Ouest. Les Bruins de New Westminster remporte la Coupe du Président en battant en finale les Blades de Saskatoon.  

## Saison régulière
Avant le début de la saison, la ligue annonce qu'elle augmente de 68 à 70 le nombre de parties disputées par ses équipes. les Broncos de Swift Current pour leur part sont relocalisés vers Lethbridge en Alberta et sont renommés les Broncos de Lethbridge. 

### Classement
| Division Est           | PJ | V  | D  | N  | Pts | BP  | BC  |
| ---------------------- | -- | -- | -- | -- | --- | --- | --- |
| Blades de Saskatoon    | 70 | 38 | 22 | 10 | 86  | 344 | 244 |
| Broncos de Lethbridge  | 70 | 28 | 32 | 10 | 66  | 302 | 315 |
| Pats de Regina         | 70 | 29 | 36 | 5  | 63  | 260 | 288 |
| Wheat Kings de Brandon | 70 | 24 | 35 | 11 | 59  | 276 | 320 |
| Clubs de Winnipeg      | 70 | 23 | 35 | 12 | 58  | 265 | 366 |
| Bombers de Flin Flon   | 70 | 19 | 42 | 9  | 47  | 262 | 389 |

| Division Ouest            | PJ | V  | D  | N  | Pts | BP  | BC  |
| ------------------------- | -- | -- | -- | -- | --- | --- | --- |
| Cougars de Victoria       | 70 | 47 | 18 | 5  | 99  | 416 | 257 |
| Tigers de Medicine Hat    | 70 | 40 | 22 | 8  | 88  | 380 | 291 |
| Bruins de New Westminster | 70 | 37 | 22 | 11 | 85  | 319 | 260 |
| Chiefs de Kamloops        | 70 | 38 | 24 | 8  | 84  | 327 | 279 |
| Oil Kings d'Edmonton      | 70 | 34 | 29 | 7  | 75  | 340 | 321 |
| Centennials de Calgary    | 70 | 11 | 51 | 8  | 30  | 236 | 399 |

### Meilleurs pointeurs
| Joueur         | Équipe       | PJ | B  | A  | Pts | Pun |
| -------------- | ------------ | -- | -- | -- | --- | --- |
| Mel Bridgman   | Victoria     | 66 | 66 | 91 | 157 | 175 |
| Bryan Trottier | Lethbridge   | 67 | 46 | 98 | 144 | 103 |
| Don Murdoch    | Medicine Hat | 70 | 82 | 59 | 141 | 83  |
| Dave Faulkner  | Regina       | 70 | 56 | 66 | 122 | 59  |
| Don Ashby      | Calgary      | 70 | 52 | 68 | 120 | 71  |
| Rich Gosselin  | Flin Flon    | 70 | 47 | 69 | 116 | 83  |
| Peter Morris   | Victoria     | 70 | 43 | 72 | 115 | 173 |
| Barry Dean     | Medicine Hat | 64 | 40 | 75 | 115 | 173 |
| Danny Lucas    | Victoria     | 70 | 57 | 56 | 113 | 74  |
| Rick Blight    | Brandon      | 65 | 60 | 52 | 112 | 65  |

## Séries éliminatoires
|  | Quarts de finale          | Quarts de finale          |                     |   | Demi-finales | Demi-finales |  |  | Finale | Finale |
|  | Quarts de finale          | Quarts de finale          |                     |   | Demi-finales | Demi-finales |  |  | Finale | Finale |
|  |                           |                           |                     |   |              |              |  |  |        |        |
|  |                           |                           |                     |   |              |              |  |  |        |        |
|  |                           |                           |                     |   |              |              |  |  |        |        |
|  | Blades de Saskatoon       | 4                         |                     |   |              |              |  |  |        |        |
|  | Blades de Saskatoon       | 4                         |                     |   |              |              |  |  |        |        |
|  | Wheat Kings de Brandon    | 1                         |                     |   |              |              |  |  |        |        |
|  | Wheat Kings de Brandon    | 1                         | Blades de Saskatoon | 4 |              |              |  |  |        |        |
|  |                           |                           | Blades de Saskatoon | 4 |              |              |  |  |        |        |
|  |                           | Pats de Regina            | 1                   |   |              |              |  |  |        |        |
|  | Broncos de Lethbridge     | Pats de Regina            | 1                   | 2 |              |              |  |  |        |        |
|  | Broncos de Lethbridge     |                           |                     | 2 |              |              |  |  |        |        |
|  | Pats de Regina            | 4                         |                     |   |              |              |  |  |        |        |
|  | Pats de Regina            | 4                         | Blades de Saskatoon | 3 |              |              |  |  |        |        |
|  |                           |                           | Blades de Saskatoon | 3 |              |              |  |  |        |        |
|  |                           | Bruins de New Westminster | 4                   |   |              |              |  |  |        |        |
|  | Cougars de Victoria       | Bruins de New Westminster | 4                   | 4 |              |              |  |  |        |        |
|  | Cougars de Victoria       |                           |                     | 4 |              |              |  |  |        |        |
|  | Chiefs de Kamloops        | 2                         |                     |   |              |              |  |  |        |        |
|  | Chiefs de Kamloops        | 2                         | Cougars de Victoria | 2 |              |              |  |  |        |        |
|  |                           |                           | Cougars de Victoria | 2 |              |              |  |  |        |        |
|  |                           | Bruins de New Westminster | 4                   |   |              |              |  |  |        |        |
|  | Tigers de Medicine Hat    | Bruins de New Westminster | 4                   | 1 |              |              |  |  |        |        |
|  | Tigers de Medicine Hat    |                           |                     | 1 |              |              |  |  |        |        |
|  | Bruins de New Westminster | 4                         |                     |   |              |              |  |  |        |        |
|  | Bruins de New Westminster | 4                         |                     |   |              |              |  |  |        |        |

## Honneurs et trophées
- Champion de la saison régulière : Cougars de Victoria.
- Trophée du Joueur le plus utile (MVP), remis au meilleur joueur : Bryan Trottier, Broncos de Lethbridge.
- Meilleur pointeur : Mel Bridgman, Cougars de Victoria.
- Trophée du meilleur esprit sportif : Danny Arndt, Blades de Saskatoon.
- Meilleur défenseur : Rick Lapointe, Cougars de Victoria.
- Recrue de l'année : Don Murdoch, Tigers de Medicine Hat.
- Meilleur gardien : Bill Oleschuk, Blades de Saskatoon.
- Meilleur entraîneur : Pat Ginnell, Cougars de Victoria.